# ميدا، لومباردي
ميدا هي مدينة وبلدية في مقاطعة مونزا وبريانزا، تقع في منطقة لومباردي شمال إيطاليا، بالقرب من مدينتي ميلانو وكومو. وتُعد مركزًا لصناعة الأثاث.
تُخدَم مدينة ميدا عبر محطة سكة حديد ميدا.

## التاريخ
يرتبط تاريخ ميدا بتاريخ ديرها وتأسيسه. ويعود اسم المدينة إلى موقع الدير الذي أُنشئ على تلة.
وفقًا للأسطورة، تعرّض القديسان أيمو وفيرموند، كونتا توربيجو، لهجوم من خنزيرين بريين أثناء رحلة صيد. وللحفاظ على حياتهم، نذرا لله أنهما سيقيمان ديرًا في ذلك الموقع إذا تم إنقاذهما. بُني الدير حوالي عام 780 بالقرب من كنيسة قديمة صغيرة مكرسة للقديس فيتوري. وفي مسعى للتحرر من سيطرة الدير، شيد سكان ميدا كنيسة أخرى مكرسة للقديسة مريم والقديس سيباستيان. انتهت الخلافات بين السكان والدير في 10 ديسمبر 1252، عندما تنازلت رئيسة الدير، ماريا دا بيسوزو، عن جميع سلطاتها السياسية والإدارية والاقتصادية على القرية.
لاحقًا، أصبحت المنطقة البلدية تحت سيطرة عائلتي فيسكونتي وسفورزا، حتى سقطت تحت السيطرة الإسبانية في القرن السادس عشر، ثم تبعت نابليون. بعد ذلك، خضعت ميدا لسلطة آل هابسبورغ، وفي أعقاب حرب الاستقلال الإيطالية الثانية، أصبحت جزءًا من مملكة إيطاليا.
كانت منطقة ميدا، التي تحد مدينة سيفيسو، موقعًا لمصنع ICMESA، الذي أصبح معروفًا في عام 1976 بسبب الانبعاث الكارثي لسحابة الديوكسين، والتي أثرت على العديد من مدن بريانزا. يُعرف هذا الحدث باسم "كارثة سيفيسو" (Disastro di Seveso).
حصلت ميدا على اللقب الفخري للمدينة بموجب مرسوم رئاسي في 4 سبتمبر 1998.

## المعالم السياحية الرئيسية
كنيسة سان فيتوري، التي أُسست في عام 1520، تحتوي على سلسلة من اللوحات الجدارية التي أنجزها برناردينو لويني ومدرسته. أما فيلا أنتونا ترافيرسي، فهي تحويل لدير سانتا فيتوريا الذي يعود للقرون الوسطى، قام بتصميمه المهندس المعماري الكلاسيكي الجديد ليوبولدو بولاك. تم قمع الدير في عام 1798 من قبل الحكومة النابليونية، وتتميز الكنيسة بلوحاتها الجدارية التي رسمها أتباع برناردو لويني.

## شخصيات بارزة
- جوزيبي تيراجني - مهندس معماري
- إيغور كاسينا – لاعب جمباز – الميدالية الذهبية في أثينا 2004
- جوني دوريلي – ممثل
- القديس جيوفاني أولدراتي من ميدا

## روابط خارجية
- الصفحة الرئيسية